# ハンドレページ HP.115
ハンドレページ HP.115
ハンドレページ HP.115 ファーンボローにて（1962年9月）
- 用途：実験機
- 製造者：ハンドレページ
- 運用者：王立航空研究所
- 初飛行：1961年8月17日
- 生産数：1機
- 退役：1974年

ハンドレページ HP.115（Handley Page HP.115）は、英国のハンドレページ社が細い胴体を持つ超音速旅客機の低速での飛行特性を検証するために製造したデルタ翼の実験機である。これは最終的にコンコルドへと結実する英軍需省が後援する英国の超音速旅客機研究の一端であった。

## 設計と開発

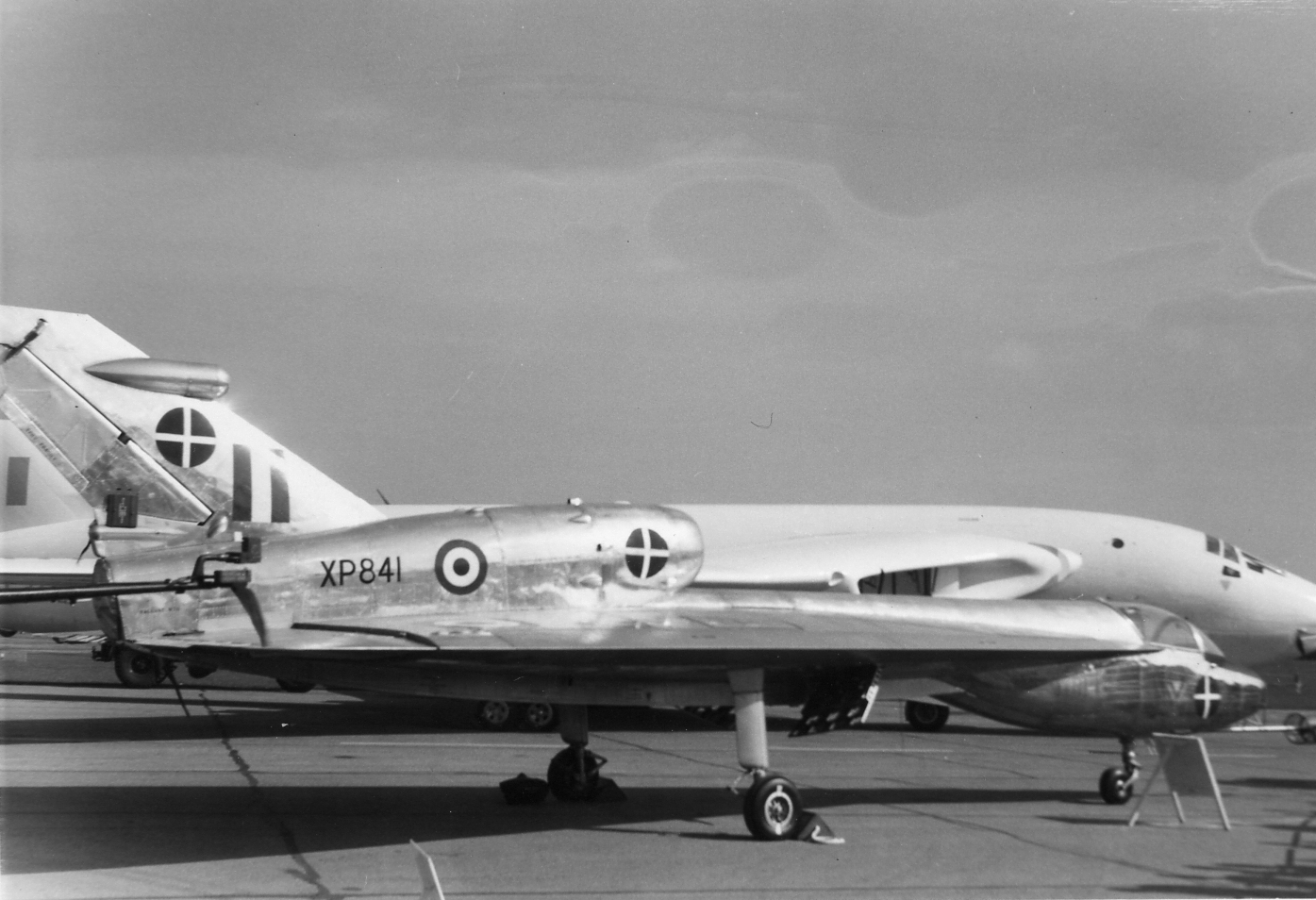
1961年のSBAC航空ショーでのHP.115

HP.115は細い胴体を持つデルタ翼機の低速での飛行特性を調べるために設計され、元々は約30,000 ft (9,140 m)の高高度までイングリッシュ・エレクトリック キャンベラ機に曳航されるグライダーとして計画されていた。費用を検討した結果、エンジン付きの機体は時間当たりのコストが95%低く、飛行時間は2倍になると試算された。
非常に低いアスペクト比で75°の後退角のデルタ翼、パーシヴァル プレンティスの主脚とマイルズ エアロバンの前脚を流用した固定式の降着装置を備えていた。コックピットの空間確保のために膨らんだ機首以外は幅の狭い非常に細い胴体で、垂直尾翼の基部に1基のブリストル・シドレー ヴァイパー ターボジェットエンジンが装着されていた。
翼型は、最大厚み比がコード長の40%位置にあるレンズ翼（bi-convex type）であり、これは超音速輸送機に採用されるであろう翼型の代表型として選択された。この主翼は翼弦方向へ良好な横断面の変化を持つため超音速飛行時の抵抗が低かった。独特な合板製の前縁はキャンバー角が異なるものに交換が可能であったが、実際にこの構造が利用されたことは無かった。

## テストと評価

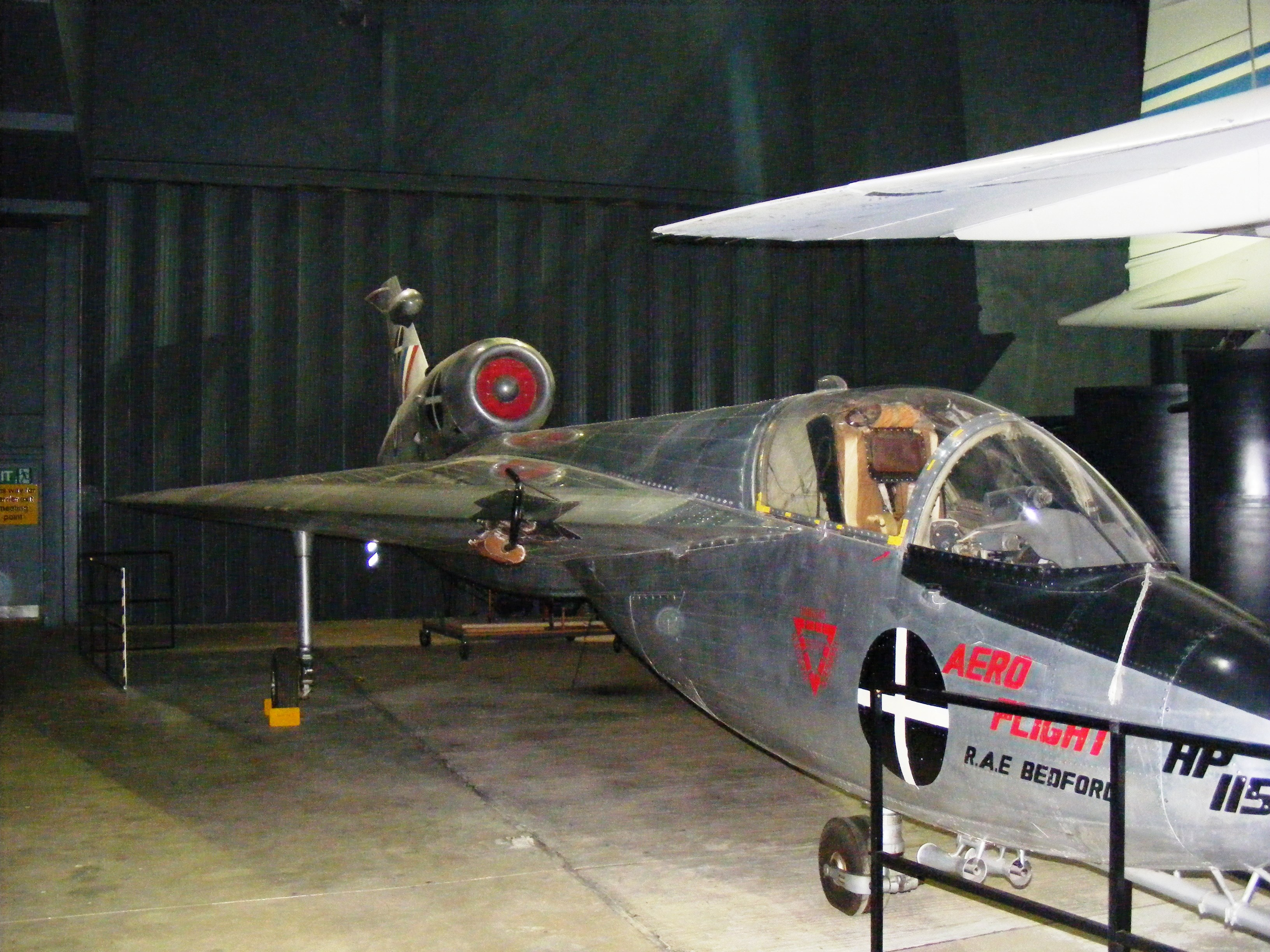
艦隊航空隊博物館に展示されているHP.115

1機のみの試作機「XP841」はJ・M・ヘンダーソン（J.M. Henderson）の操縦でベッドフォードの王立航空研究所で1961年8月17日に初飛行を行った。コンコルド開発計画での研究においてBAC 221（改良型のフェアリー デルタ2）が高速領域での研究に、HP.115が低速領域での研究に使用された。HP.115は69 mph (111 km/h)という低速でも十分な機体制御に余裕を持ちつつパイロットが急激なバンク角の変更を披露できるほどの高い能力を持っていた。2度の軽微な事故にもかかわらず実験計画は1974年までの長い期間に渡り、デルタ翼機の離陸と着陸時の運用に関する貴重なデータを提供した。
ニール・アームストロングが1962年にテストパイロットとしてHP.115を飛行させることになっていたが、アームストロングが宇宙飛行士に選定されるとアメリカ航空宇宙局はこの機を操縦する許可を取り消した。アームストロングは後に1971年になってHP.115に搭乗した。
HP.115は「リーディング・エッジ・エキヒビション」の一部であるヨーヴィルトンの艦隊航空隊博物館にBAC 221とコンコルドの試作機と共に展示されている。

## 運用
イギリス
- 王立航空研究所

## 要目
(HP.115)X-Planes and Prototypes: From Nazi Secret Weapons to the Warplanes of the Future 
- 乗員：1名
- 全長：15.33 m (50 ft 4 in)
- 全幅：6.1 m (20 ft)
- 全高：3.9 m (12 ft 9 in)
- 翼面積：40.1 m² (432 ft²)
- 翼型：Bicon 6%
- 空虚重量：1,670 kg (3,680 lb)
- 全備重量：2,291 kg (5,050 lb)
- Useful load：(Fuel) 1,175 lb (533 kg)
- エンジン：1 × ブリストル・シドレー ヴァイパー BSV.9 ターボジェットエンジン、1,900 lbf 静止 (8.455 kN)
- 最大速度：399 km/h (248 mph)
- 航続時間：40分